# Yurie Igoma
Yurie Igoma (japanisch 伊駒 ゆりえ Ikoma Yurie, * am 24. Februar in Tokio) ist eine japanische Synchronsprecherin (Seiyū), die der Talentagentur 81 Produce angehört.

## Biografie
Yurie Igoma hegte bereits in der Grundschule den Wunsch, nach ihrem Schulabschluss in der Unterhaltungsindustrie arbeiten zu wollen. In ihrer Zeit an der Grundschule spielte zwischen ihrem zweiten und sechsten Schuljahr im Theaterclub ihrer Schule. In einem Interview mit Seigura, welches sie im Juli 2023 gab, erzählte Igoma, dass sie zu diesem Zeitpunkt noch nicht wusste, ob sie später als Schauspielerin oder als Synchronsprecherin arbeiten wolle.
Im März des Jahres 2020 machte sie indes ihren Abschluss an einer Synchronsprecherschule und kam im Oktober des Folgejahres schließlich bei der Talentagentur 81 Produce unter. Im Jahr 2022 hatte sie erste kleine Rollen in Anime-Fernsehserien wie Duel Masters, Megaton Musashi und Shikimori’s Not Just a Cutie. Im Dezember des gleichen Jahres wurde offiziell bestätigt, dass Igoma in der Anime-Fernsehserie Oshi no Ko den Charakter Ruby Hoshino sprechen werde. Für Igoma stellte die Sprechrolle ihre erste Hauptrolle dar. Sie lieh Ruby für die Zusammenarbeiten mit den Video- und Smartphonespielen Caravan Stories und The Idolm@ster Shiny Colors erneut ihre Stimme.
Als Teil der Hauptbesetzung erhielt Igoma eine Nominierung in der Kategorie Best in Voice Cast bei den Anime Trending Awards. Im März 2024 wurde Iguma im Rahmen der Seiyu Awards als eine von fünf Synchronsprecherin in der Kategorie Bester Newcomer ausgezeichnet.

## Filmografie

### Anime-Fernsehserien
- 2022: Duel Masters
- 2022: Megaton Musashi
- 2022: Shikimori’s Not Just a Cutie
- seit 2023: Oshi no Ko als Ruby Hoshino
- 2023: In Another World with My Smartphone
- 2023: Mix: Meisei Story
- 2023: My Home Hero

### Videospiele
- 2023: Monster Strike
- 2023: Caravan Stories als Ruby Hoshino
- 2023: The Idolm@ster Shiny Colors als Ruby Hoshino